# Clairo
Clairo   (Atlanta, 18 d'agost de 1998) és una cantautora estatunidenca que canta una varietat d'estils com lo-fi, pop alternatiu, indie pop, indie rock, folk i folk rock. La seva música també és considerada bedroom pop. Va guanyar popularitat en escriure la cançó «Pretty Girl» (2017), composta amb l'estil lo-fi, que va aconseguir més de 1 milió de reproduccions a YouTube en una setmana.

## Biografia
Cottrill va néixer a la ciutat d'Atlanta però es va mudar a Carlisle (Massachusetts), on va créixer. És filla de l'executiu d'empreses Geoff Cottrill. Va començar a compondre i cantar amb 13 anys. Al 2017 va començar a estudiar a la Universitat de Syracuse. Es va matricular en el Programa Bandier per la Indústria Discogràfica de l'Entreteniment però després de l'èxit que va tenir la cançó «Pretty Girl» (2017) va deixar els seus estudis per centrar-se en la seva carrera musical. Amb 17 anys, va ser diagnosticada amb artritis idiopàtica juvenil.

## Carrera
Cottrill va començar a gravar versions dels seus artistes preferits, que a partir dels 13 anys va començar a publicar a Facebook, YouTube, SoundCloud i Bandcamp, sota el nom de Clairo i DJ Baby Benz. Va anar introduint composicions pròpies, i també va realitzar diversos curtmetratges. Va treure amb les seves gravacions casolanes diversos EP: Wanna Fall in Love?, Aquarius Boy, Late Show, Moth Girl, Metal Heart i Have a Nice Day. Va treure un senzill anomenat «Flaming Hot Cheetos» (2018) a YouTube, un any després de treure la cançó «Pretty Girl» (2017).

### Diary 001(2018)
La cançó «Pretty Girl» (2017) va atraure molta atenció sobre la seva música i diverses discogràfiques van contactar amb ella, va treure el seu primer EP professional, Diary 001, que va ser ben rebut, a través del Fader Label un segell discogràfic independent nord-americà.

### Immunity(2019)
El maig de 2019, Cottrill va anunciar el senzill principal, “Bags”, del seu nou àlbum Immunity i va afirmar la data del seu llançament, el 2 d'agost de 2019. Immunity va ser el seu primer àlbum d'estudi, coproduït per Rostam de Vampire Weekend. Va ser molt ben rebut per la crítica i va obtenir un gran èxit comercial, simultàniament, va crear un grup de música amb els seus amics, anomenat Shelly.

### Sling(2021)
El seu segon àlbum, Sling, va sortir el juny de 2021, amb el senzill principal “Blouse” que conté vocals de fons de la Lorde. L'àlbum està coproduït per Jack Antonoff, un productor estatunidenc que ha treballat amb Lana del Rey i Taylor Swift. Antonoff i Cottrill van introduir un estil més folk-rock amb melodies dels anys 70. L'àlbum el va treure a través de Fader Label i Republic Records.

### Charm (2024)
Cottrill va retornar amb un tercer àlbum anomenat “Charm”, estrenat oficialment el 12 de juny de 2024, primer traient un senzill amb el títol de “Sexy to Someone”. Aquest àlbum va ser produït per Cottrill i Leon Michels de The Dap-Kings, va ser tret a través del seu nou segell discogràfic “Clairo Records”. Amb Charm, Cottrill s'enfonsa més dins els sons i mèlodies dels anys 70, que ja s'havien detectat a l'àlbum anterior “Sling”, també té un estil soft-rock i de jazz.